# Calligra Suite
Calligra Suite — графічний і офісний пакет від KDE, створений з KOffice у 2010. Доступний для настільних комп'ютерів, планшетних комп'ютерів та смартфонів. Містить застосунки: текстовий процесор, електронні таблиці, презентації, бази даних, векторний графічний редактор та цифрове малювання.
Calligra для своїх файлів за умовчанням використовує формат OpenDocument та може імпортувати інші формати файлів, зокрема формати Microsoft Office. Calligra спирається на технології KDE і часто використовуєся у комбінації з KDE Plasma Workspaces.

## Огляд
Ключовою відмінністю Calligra від KOffice є переробка внутрішньої архітектури, яка тепер розділена на базові внутрішні підсистеми і зовнішні користувацькі оболонки, що дозволяє створювати на одній основі як легковагові версії, так і повнофункціональні варіанти офісного пакета для настільних систем. Як ядро нової системи представлений офісний рушій Calligra Office Engine, який дозволить розробникам створювати нові інтерфейси зі взаємодії з користувачем, націлені на задіяння можливостей нових платформ і на створення спеціалізованих версій програм для різних категорій користувачів. Для початку визначено два основні типи користувацьких інтерфейсів: десктоп-редакція зі стандартним набором застосунків і FreOffice — скорочений варіант для мобільних пристроїв. Зокрема, на базі Calligra вже розвиваються два варіанти для мобільних пристроїв — Calligra Mobile (задіяна мова декларативного опису інтерфейсу QML) і Calligra Active (використовується QML і технологій Plasma Active) для планшетів з сенсорними екранами і смартфонів. Calligra Active розглядається як основний варіант для мобільних пристроїв (паралельно розвивався спрощений Calligra Mobile для Nokia N900).
У версії для настільних систем значно перероблений користувацький інтерфейс (наприклад, реалізована підтримка плаваючих панелей інструментів, які можна переміщати в будь-яке місце екрана), реалізована єдина система вбудованих об'єктів для усіх застосунків офісного пакету, значно покращена підтримка форматів MS Office, повністю переписана бібліотека рендерингу, яка дозволяє добитися раніше недоступних можливостей в позиціонуванні елементів на полотні (особливо поліпшена підтримка таблиць і точність відображення документів з MS Word).

## Складові
До складу офісного пакету Calligra включені такі базові програми:
- Calligra Words — текстовий процесор (раніше KWord). Підтримується відкриття та збереження документів у форматах ODF і MS Word (.doc, .docx). Можлива інтеграція зображень, таблиць і діаграм в документи, перетягування об'єктів з інших застосунків Calligra через інтерфейс drag&drop;
- Calligra Sheets — табличний процесор (раніше KSpread), орієнтований на різного роду обчислення та бізнес-розрахунки. Підтримується використання шаблонів, інтеграція діаграм і графіків, можливості вставки формул. В наявності велика колекцій математичних та статистичних функцій.
- Calligra Stages — система для підготовки презентацій (раніше KPresenter). Підтримується використання в презентаціях тексту, зображень, графіків та іншого контенту, підтримуваного застосунками Calligra. Підтримка нових ефектів, типів контенту і методів обробки презентацій може бути реалізована через плагіни;
- Kexi — середовище для візуального управління даними (аналог MS Access, FileMaker і Oracle Forms), що дозволяє швидко створювати форми вводу, обробки і редагування даних, формувати запити і генерувати звіти;
- Calligra Plan — система управління проєктами (раніше KPlato), що дозволяє координувати виконання завдань і управляти розподілом ресурсів;
- Krita — растровий графічний редактор, що підтримує багатошарову обробку зображень і має великий набір засобів для цифрового живопису, створення скетчів та формування текстур. Підтримується великий набір графічних планшетів для малювання від руки;
- Karbon — векторний графічний редактор, що відрізняється гнучкими можливостями з кастомізації і підтримує розширення функціональності через плагіни. Редактор підходить для створення логотипів, ілюстрацій і фотореалістичних векторних зображень;
- Brainstorm — система ведення заміток, візуалізації ідей і структурування контенту. Для зберігання інформації використовується формат openDocument, що дозволяє включати в замітки не тільки текст, але й зображення і мультимедіа-вставки;
- Flow — редактор діаграм, блок-схем і карт мережі, що нагадує за своїм призначенням власницький пакет Visio.
- Author — призначений для оформлення електронних книг

## Виноски
1. ↑  Stable Release. — In: Calligra/Download // calligra.org. — Дата звернення: 27.03.2022.
2. ↑  a rose by any other name. Архів оригіналу за 28 вересня 2011. Процитовано 22 грудня 2011.
3. ↑  Релиз офисного пакета Calligra 2.5, развиваемого проектом KDE. Архів оригіналу за 17 серпня 2012. Процитовано 14 серпня 2012.